# Sulaimania
Sulaimania là một chi nhện trong họ Tetrablemmidae.